# Rubus tilioides
Rubus tilioides är en rosväxtart som beskrevs av W.Jansen och H.E.Weber. Rubus tilioides ingår i släktet rubusar, och familjen rosväxter. Inga underarter finns listade i Catalogue of Life.